# لقاح معطل
اللقاح المُعَطَّل أو اللقاح المَقْتول(1) هو لقاحٌ يتكون من جزيئاتٍ فيروسية أو بكتيرية أو غيرها من مسببات الأمراض التي نمت في مزرعةٍ (مستنبتٍ) ثُم قُتلت بهدف إبطال قُدرتها على إحداث المرض. وذلك على عكس اللقاحات الحيّة، التي تستخدم مُسببات الأمراض الحيّة (لكنها دائمًا ما تكون موهنّةً؛ أي ضعيفة). تُزرع مسببات الأمراض في اللقاحات المُعَطَّلة في ظروفٍ منضبطة وتُقتل كوسيلةٍ لتقليل العدوى وبالتالي منع حدوث العدوى من اللقاح. يُقتل الفيروس بطرقٍ متنوعةٍ مثل الحرارة أو الفورمالديهايد. بالإضافة إلى الأساليب الكيميائية والفيزيائية المُستخدمة لتعطيل الفيروس، فإنه يُمكن تعطيل البكتيريا والفطريات باستخدام طرق المسام المعتدلة؛ وذلك لإنتاج اللقاحات الشبحية. الشبحيات أو الأشباح البكتيرية هي أغلفةُ خليةٍ بكتيريةٍ سليمةٍ تُفرّغ من محتواها بطرقٍ حيوية أو كيميائية مسامية معتدلة، وتزيد هذه التقنيات الشبحية من سلامة اللقاحات المُعَطَّلة، مع الحفاظ على استضدادها بسبب إجراءات التحضير الطفيفة. إضافةً لذلك، قد تعبّر صفائح الشبحيات و/أو تحمل العديد من المستضدات أو بلازميدة الدنا (الحمض النووي الريبوزي منقوص الأكسجين) والتي تشفر الحواتم البروتينية. تعتبر اللقاحات الشبحية مرحلةً وسيطةً بين اللقاحات المعطَّلة والموهنّة؛ وذلك بناءً على نمط الاستجابة المناعية التي تثيرها.
تُصنف اللقاحات المُعَطَّلة أيضًا اعتمادًا على الطريقة المستخدمة لتعطيل نشاط الفيروس، لقاحات الفيروس الكامل (بالإنجليزية: Whole virus vaccines)‏ حيث تستخدم جسيم الفيروس كاملًا، ويُعطّل بشكل تام باستخدام الحرارة أو المواد الكيميائية أو الإشعاع. لقاحات الفيروس المنقسم (أو المشطور) (بالإنجليزية: Split virus vaccines)‏ وتنتجُ باستخدام المنظفات بهدف تعطيل الفيروس. لقاحات الوحيدات (بالإنجليزية: Subunit vaccines)‏ وتنتج عبر تنقية مولدات الضد التي تحفز الجهاز المناعي بشكل أفضلٍ لتكوين استجابةٍ للفيروس، مع إزالة المكونات الأخرى الضرورية لتكاثر الفيروس أو بقائه حيًا والتي قد تُسبب آثارًا ضائرة.
نظرًا لأنَّ الفيروسات المُعَطَّلة تميل إلى إحداث استجابةٍ ضعيفةٍ من الجهاز المناعي مقارنةً بالفيروسات الحية، لذلك قد تكون المواد المناعية المُساعدة والحقن المتعددة «المعززة» مطلوبةً لتوفير استجابةٍ مناعية فعالة ضد مسبب المرض. غالبًا ما تُفضل اللقاحات الموهنّة للأشخاص الأصحاء عمومًا؛ وذلك لأنَّ جرعة واحدة غالبًا ما تكون آمنة وفعالة للغاية. ومع ذلك، لا يستطيع بعض الأشخاص أخذ اللقاحات الموهنة؛ وذلك لأنَّ مسبب المرض يشكل خطرًا كبيرًا عليهم (مثلًا، كبار السن أو الأشخاص الذين يعانون من نقصٍ في المناعة). بالنسبة لهؤلاء المرضى، يمكن أن يوفر اللقاح المُعَطَّل الحماية اللازمة لهم.

## أمثلة
تتضمن أنواعها:
- فيروسية:
  - لقاح شلل الأطفال بالحقن (لقاح سالك)
  - لقاح التهاب الكبد الوبائي أ
  - لقاح داء الكلب
  - معظم لقاحات الإنفلونزا
  - لقاح التهاب الدماغ المنقول بالقراد
  - لقاح كوفيد-19 (كورونافاك)
- بكتيرية:
  - لقاح التيفوئيد بالحقن
  - لقاح الكوليرا
  - لقاح الطاعون
  - لقاح السعال الديكي

## الهوامش
- «1»: لَقاح مُعَطَّل[ar 1] أو لقاح غير نشط[ar 2][ar 3] (بالإنجليزية: Inactivated vaccine)‏، ويُسمى أيضًا لَقاح مَقْتول أو لقاح ميت[ar 4] (بالإنجليزية: killed vaccine)‏.

### بِلُغاتٍ أجنبيَّة
1. 1 2  Petrovsky, Nikolai; Aguilar, Julio César (28 Sep 2004). "Vaccine adjuvants: Current state and future trends". Immunology and Cell Biology (بالإنجليزية). 82 (5): 488–496. DOI:10.1111/j.0818-9641.2004.01272.x. ISSN:0818-9641. PMID:15479434. S2CID:154670. Archived from the original on 2020-11-27.
2. ↑  Batah, Aly; Ahmad, Tarek (15 Jun 2020). "The development of ghost vaccines trials". Expert Review of Vaccines (بالإنجليزية). 19 (6): 549–562. DOI:10.1080/14760584.2020.1777862. ISSN:1476-0584. Archived from the original on 2021-04-25.
3. 1 2 3 4  WHO Expert Committee on Biological Standardization (7 يناير 2016). "Influenza". World Health Organization (WHO). مؤرشف من الأصل في 2021-04-15. اطلع عليه بتاريخ 2016-05-16.
4. 1 2 3  "Types of Vaccines". Vaccines.gov. U.S. Department of Health and Human Services. 23 يوليو 2013. مؤرشف من الأصل في 2013-06-09. اطلع عليه بتاريخ 2016-05-16.
5. ↑  "Immunization". مؤرشف من الأصل في 2014-11-03. اطلع عليه بتاريخ 2009-03-10.

### باللغة العربيَّة
1. ↑  [أ] محمد هيثم الخياط (2006). المعجم الطبي الموحد: إنكليزي - عربي (بالعربية والإنجليزية) (ط. 4). بيروت: مكتبة لبنان ناشرون، منظمة الصحة العالمية. ص. 2234. ISBN:978-9953-33-726-5. OCLC:192108789. QID:Q12193380.
[ب] محمد مرعشي (2003). معجم مرعشي الطبي الكبير (بالعربية والإنجليزية). بيروت: مكتبة لبنان ناشرون. ص. 886. ISBN:978-9953-33-054-9. OCLC:4771449526. QID:Q98547939.
[جـ] يوسف حتي؛ أحمد شفيق الخطيب (2011). قاموس حتي الطبي الجديد: طبعة جديدة وموسعة ومعززة بالرسوم إنكليزي - عربي مع ملحقات ومسرد عربي - إنكليزي (بالعربية والإنجليزية) (ط. الأولى). بيروت: مكتبة لبنان ناشرون. ص. 944. ISBN:978-9953-86-883-7. OCLC:868913367. QID:Q112962638.
2. ↑  زايد، فهد خليل (2006). الإستراتيجيات الحديثة في تربية الطفل (ط. الأولى). دار يافا العلمية. ص. 40. ISBN:9796500017129. مؤرشف من الأصل في 2021-05-01. اطلع عليه بتاريخ 2021-05-01.
3. ↑  مصطفي رضوان، الراشدي (2008). اللقاحات ماهيتها وطبيعة عملها (ط. الأولى). المكتبة الأكاديمية. ISBN:9789772813612. مؤرشف من الأصل في 2021-05-01. اطلع عليه بتاريخ 2021-05-01.
4. ↑  أيمن الحسيني (1996). قاموس ابن سينا الطبي: قاموس طبي علمي مصور (بالعربية والإنجليزية). مراجعة: عز الدين نجيب. القاهرة: مكتبة ابن سينا. ص. 376. ISBN:978-977-271-202-1. OCLC:4770172048. QID:Q113472538.